# Mecanisme social
El concepte de mecanisme social afecta a aquells processos sociològics, psicològics i econòmics la principal característica dels quals és la producció regular de cert comportament. Els mecanismes expliquen com es produeix un determinat fenomen, és a dir, mostren de quina manera les condicions finals són causades per les condicions inicials i les etapes intermèdies. Busquen fer intel·ligibles les regularitats observades a través d'una especificació detallada de com es van produir. Els mecanismes socials han estat definits com a models causals hipotètics que mostren el sentit del comportament individual, o bé com a hipòtesi versemblant que podrien ser l'explicació d'alguns fenòmens socials, donant-se l'explicació en termes d'interaccions entre individus, o individus i algun conjunt social.
Una coneguda teoria que permet il·lustrar el que s'ha dit és la de la profecia autocomplerta. Segons aquesta teoria, una definició inicialment falsa d'una situació pot suscitar certes conductes que eventualment faran que aquella falsa concepció es torni realitat. Per exemple, en difondre un rumor vinculat a la suposada insolvència d'un banc, probablement alguns dels seus clients retiraran els seus diners, el que avivarà la creença de la gent en els presumptes problemes de la institució. Com a conseqüència, més persones s'extrauran els seus estalvis i això provocarà que la remor segueixi disseminant. D'aquesta manera, el banc podria trencar tot i la falsedat inicial de la remor sobre la seva insolvència.
El concepte de «mecanisme» va sorgir en sociologia com una alternativa explicativa intermèdia entre la pura descripció i la construcció d'històries versemblants, d'una banda, i les lleis socials universals, de l'altra. Cal destacar, però, que el concepte de mecanisme social no només concerneix a la sociologia, sinó també a altres ciències com la psicologia i l'economia, disciplines en què podem identificar mecanismes com ara la reducció de la dissonància cognitiva i els models de mercat neoclàssics.